# Frogner (Sørum)
Pour les articles homonymes, voir Frogner (homonymie).
Frogner est un village dans la municipalité de Sørum, à Akershus. 
Le village a 1 207 habitants le 1er janvier 2016, et est à environ 14 kilomètres au nord-ouest du centre administratif Sørumsand. Kløfta se situe à environ 7 kilomètres au nord, tandis que Leirsund se situe à 4 kilomètres au sud de Frogner. La Route départementale 171 passe par Frogner. Le village se situe dans la partie ouest de la commune et est le premier village que la Route européenne 6 a pour sortie.

## Description
On y trouve l'école de Frogner et le lycée de Melvold, ainsi que plusieurs crèches privées et publiques. La gare de Frogner, l'ancienne église et la nouvelle église de Frogner y sont aussi situés.
Heksebergåsen (Vardefjellet), Lindeberg et Lunderåsen sont des zones résidentielles correspondant au district de Frogner. Les enfants de Hekseberg et de Lindeberg vont tous à l'école primaire (École de Frogner) et au lycée (Lycée de Melvold) à Frogner. Les enfants Lunderåsen vont à l'école de Vesterskauen qui se situe entre Frogner et Lørenfallet, mais ils vont au lycée de Melvold.

## Sport et culture
Il y a à Frogner de nombreuses activités sportives avec un équipement, un hall et une maison à multi-usage. À côté du hall sportif se trouve la salle des fêtes de Frogner. Il y a beaucoup d'équipes et d'associations à Frogner, incluant une fanfare d'école active, une association sanitaire, une organisation du village, ou encore Lionsklubb, pour n'en citer que quelques-uns. Il y a des possibilités pour des activités en plein air en été comme en hiver.

## Galerie

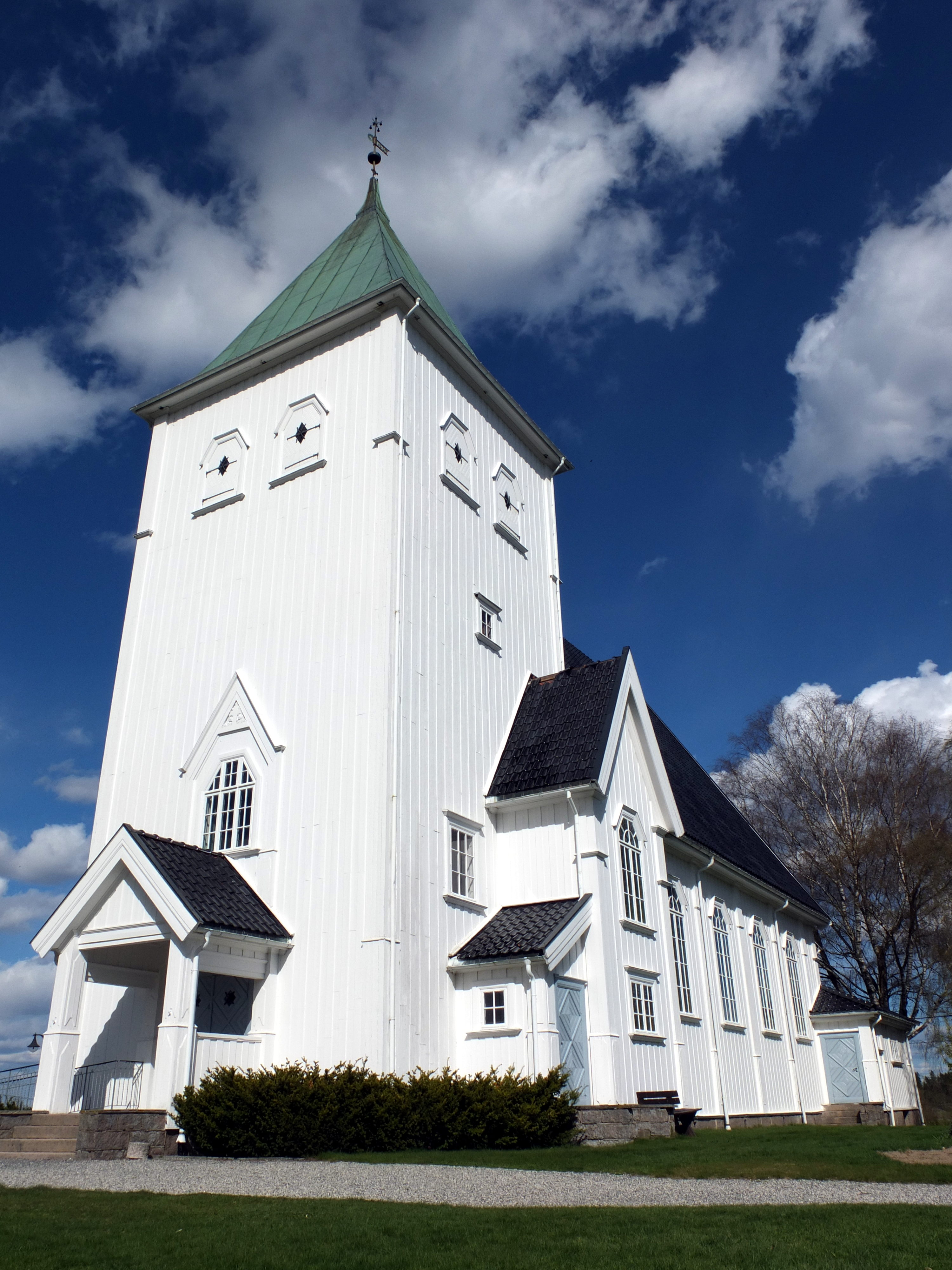
Nouvelle église de Frogner.
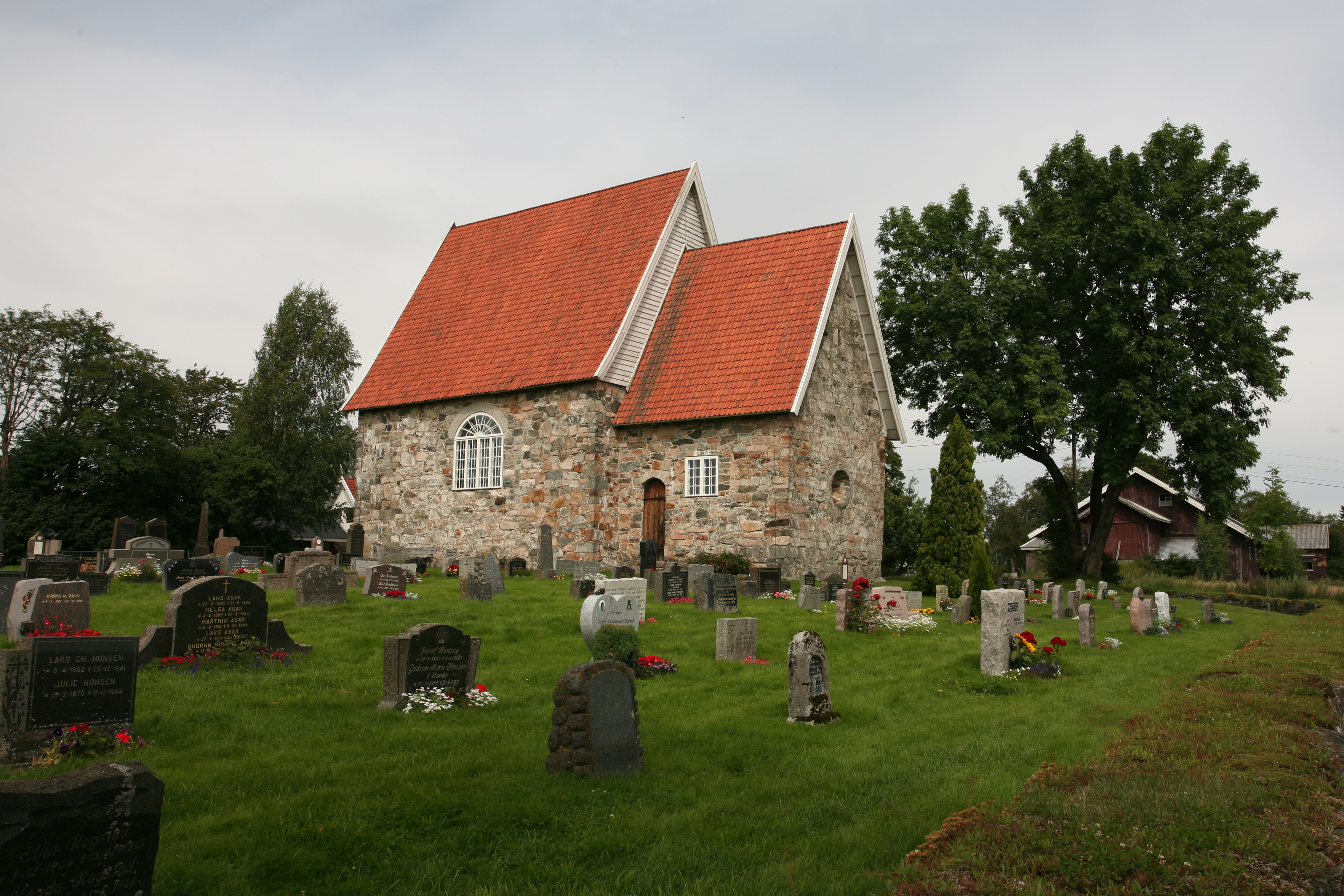
Ancienne église de Frogner.
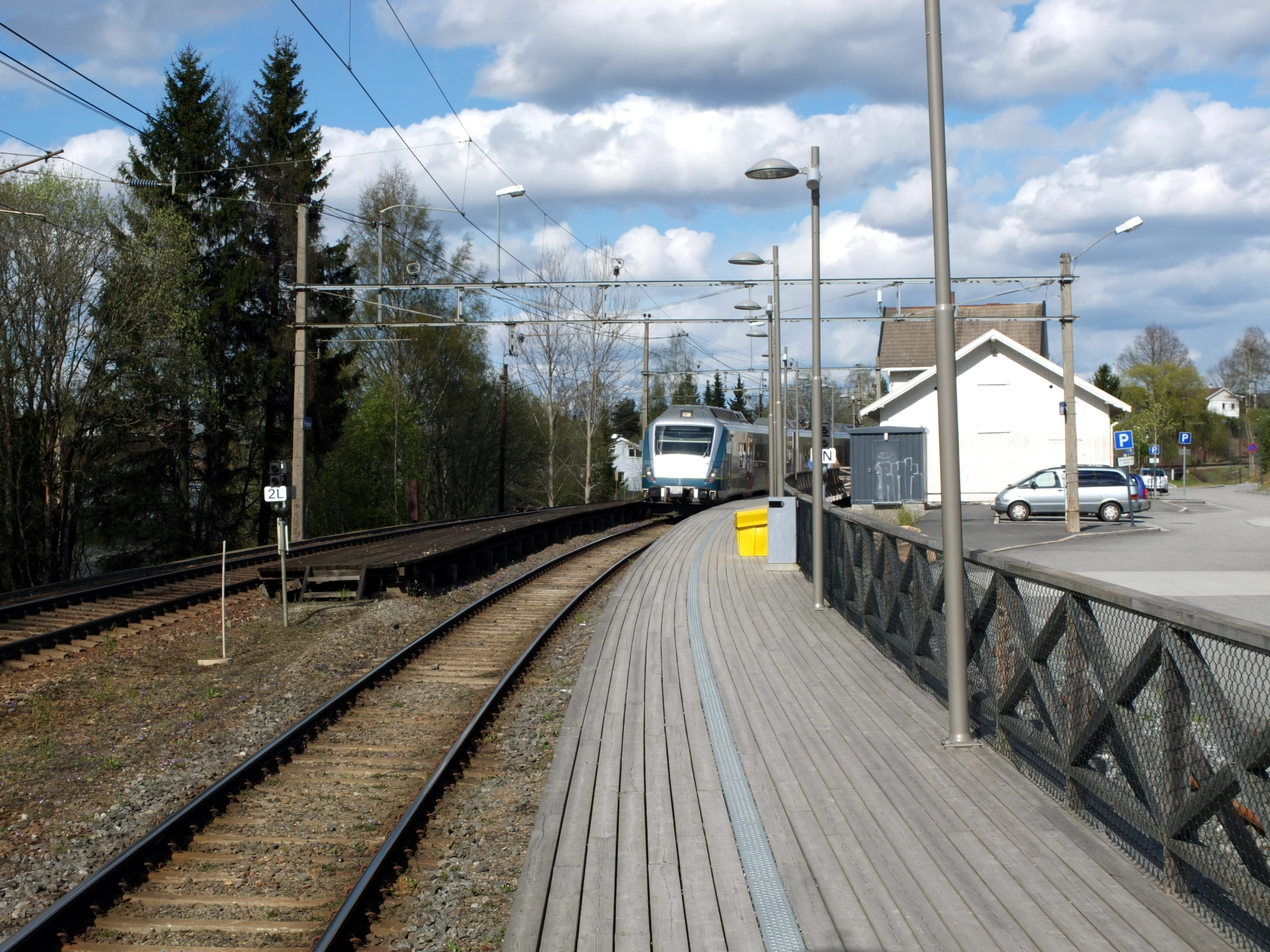
Gare de Frogner.
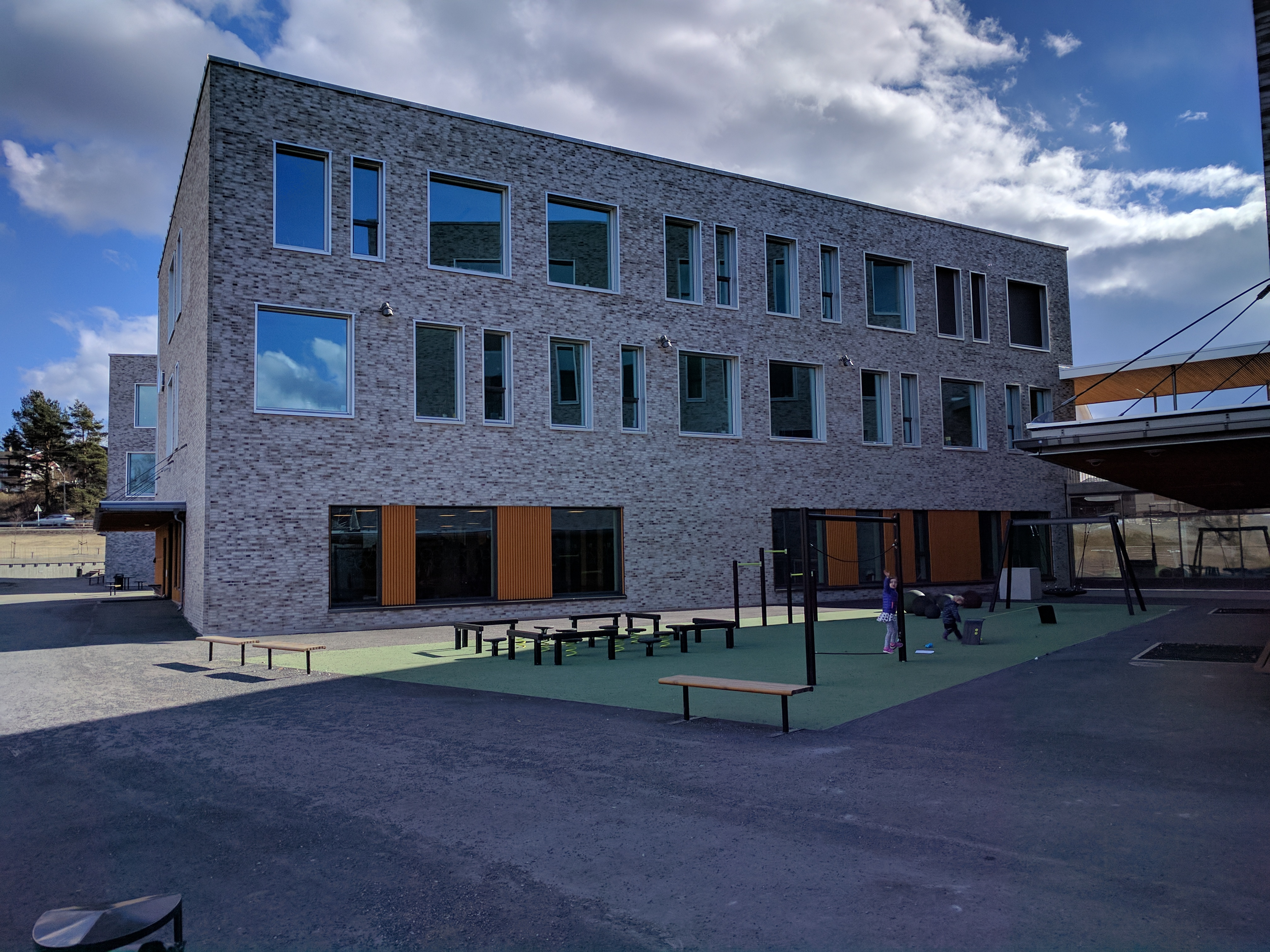
École de Frogner.
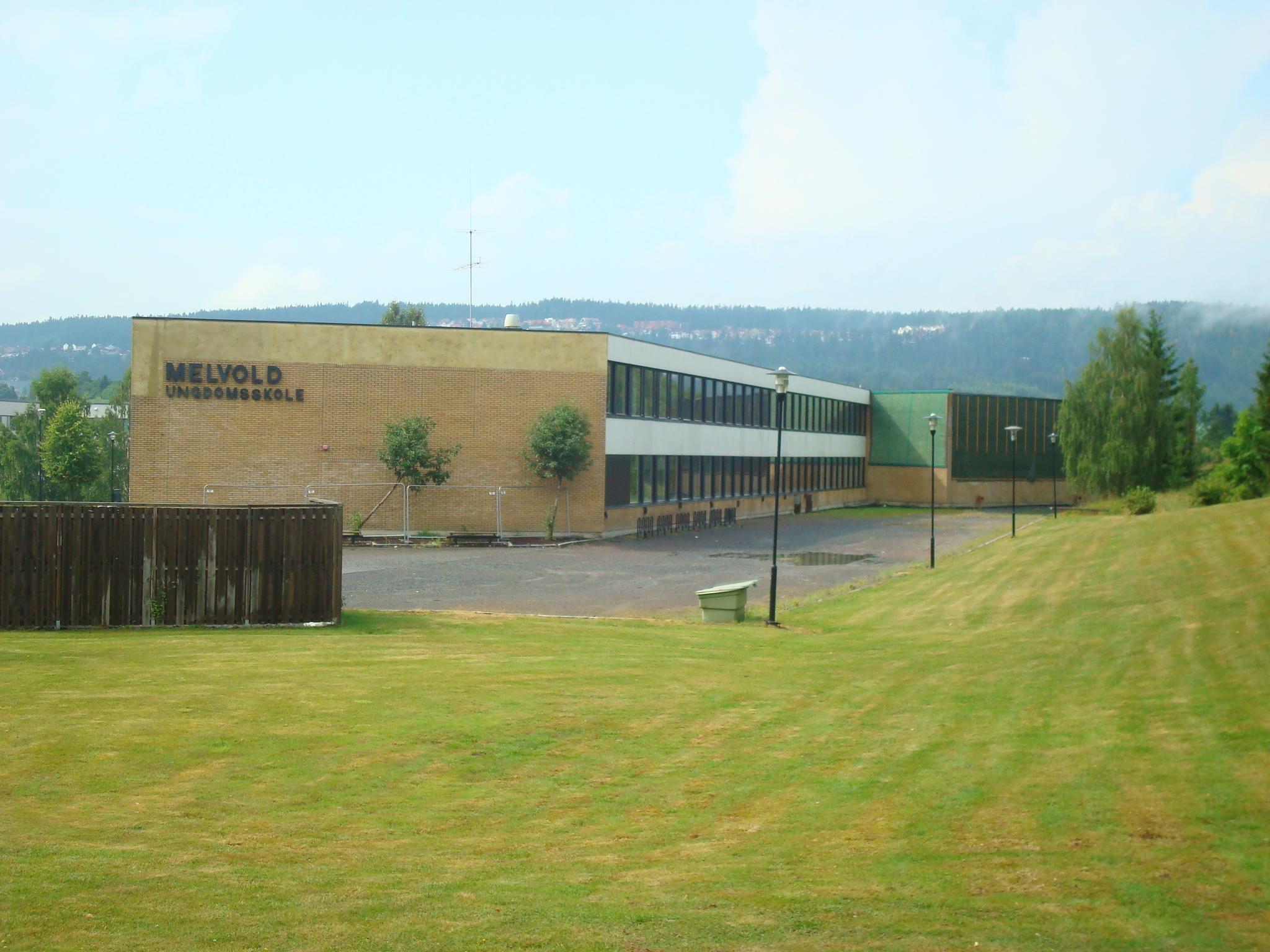
Lycée abandonné de Melvold.